# 러우지웨이

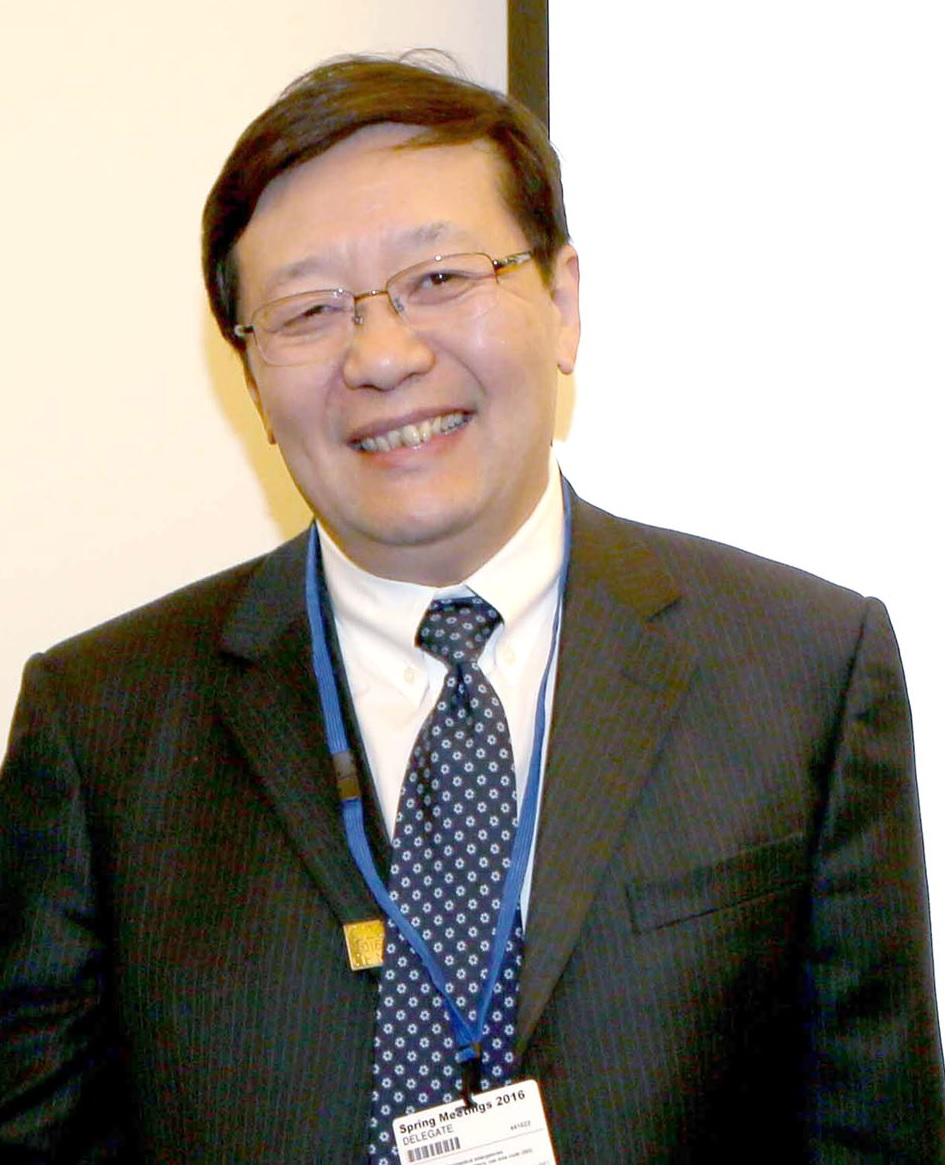

러우지웨이(루계위, 중국어 간체자: 楼继伟, 정체자: 樓繼偉, 1950년 12월 - )는 현재 중화인민공화국의 재정부 부장이다.

## 경력
저장성 이우 시 출신으로 1982년 칭화 대학 공학원을 졸업하였다. 1988년부터 상하이 시 경제체제개혁 판공실에서 재직했다. 1995년-1998년 구이저우성 부지사. 1998년-2012년 재정부 부부장을 지냈다.